# Aloe dyeri
Aloe dyeri ist eine Pflanzenart der Gattung der Aloen in der Unterfamilie der Affodillgewächse (Asphodeloideae). Das Artepitheton dyeri ehrt den britischen Botaniker William Turner Thiselton-Dyer.

## Beschreibung

### Vegetative Merkmale
Aloe dyeri wächst meist einzeln, ist stammlos oder kurzstämmig. Die etwa 20 lanzettlich spitz zulaufenden Laubblätter bilden dichte Rosetten. Die Blattspreite ist etwa 60 bis 70 Zentimeter lang und 10 bis 15 Zentimeter breit. Auf der grünen bis gelblich grünen Blattoberseite befinden sich in der Regel kleine verlängerte, weißliche Flecken, die zerstreut oder in unregelmäßigen Querbändern angeordnet sind. Die Blattunterseite ist heller und hat normalerweise mehr Flecken. Die stechenden, hellbraunen Zähne am Blattrand sind 5 bis 6 Millimeter lang und stehen 10 bis 15 Millimeter voneinander entfernt. Die Staubblätter und der Griffel ragen kaum aus der Blüte heraus.

### Blütenstände und Blüten
Der Blütenstand besteht aus bis zu 15 Zweigen und ist 150 bis 200 Zentimeter lang. Die unteren Zweigen sind ebenfalls verzweigt. Die zur Spitze hin ziemlich lockeren, darunter lockeren, zylindrisch spitz zulaufenden Trauben sind 12 bis 25 Zentimeter lang und 9 Zentimeter breit. Die deltoid spitz zulaufenden Brakteen weisen eine Länge von 10 bis 13 Millimeter auf. Die trüb ziegelroten Blüten stehen an 10 bis 13 Millimeter langen Blütenstielen. Die Blüten sind 35 Millimeter lang und an ihrer Basis gestutzt. Auf Höhe des Fruchtknotens weisen sie einen Durchmesser von 9 Millimeter auf. Darüber sind sie abrupt auf 4,5 Millimeter verengt und schließlich zu ihrer Mündung hin auf 8 Millimeter erweitert. Ihre äußeren Perigonblätter sind auf einer Länge von 8 Millimetern nicht miteinander verwachsen. 

### Genetik
Die Chromosomenzahl beträgt {\displaystyle 2n=14}.

## Systematik und Verbreitung
Aloe dyeri ist in der südafrikanischen Profinz Mpumalanga in hohem Gras oder zwischen Bäumen und Sträucher an schattigen, felsigen Hängen in Höhenlagen von 915 bis 1370 Metern verbreitet.
Die Erstbeschreibung durch Selmar Schönland wurde 1905 veröffentlicht.

## Nachweise